# قطب مغناطیسی جنوب

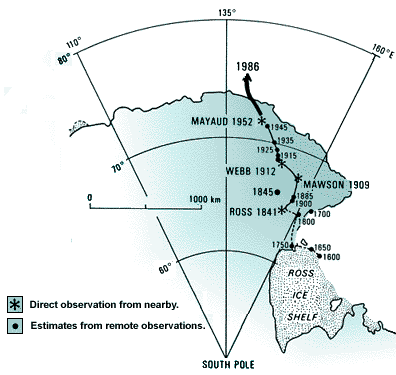
مکان‌های قطب جنوب مغناطیسی با مشاهده مستقیم و پیش بینیِِ الگو.

قطب جنوب مغناطیسی نقطه‌ای سرگردان در نیم‌کره جنوبی زمین است که در آن خطوط میدان مغناطیسی زمین به صورت عمودی و واگرا از زمین خارج شده و در قطب مغناطیسی شمال به صورت همگرا به زمین وارد می‌شوند. نباید قطب جنوب مغناطیسی را با مورد کمتر شناخته شدهٔ «قطب ژئومغناطیس جنوب» جدا کرد.
قطب‌های مغناطیسی زمین در طول زمان تغییر می‌کنند. هر ۲۵ هزار سال، قطب‌های مغناطیسی یک دور کامل می‌زنند. علت آن تغییر در جریان مواد مذاب در دو برجستگی مایع در کنار هسته بیرونی کره زمین است که باعث جابجایی قطب‌ها می‌شود. قطب شمال مغناطیسی، سالانه ۷٫۳۴ کیلومتر جابه‌جا می‌شود. با توجه به رانش قطبی، قطب مغناطیس جنوب با سرعتی نزدیک به ۱۰ تا ۱۵ کیلومتر در سال به سمتِ شمال غربی در حال حرکت است.